# Slivnica (miasto Vranje)
Slivnica (cyr. Сливница) – wieś w Serbii, w okręgu pczyńskim, w mieście Vranje. W 2011 roku liczyła 77 mieszkańców.